# Avenida 10 de Julio Huamachuco
La Avenida 10 de Julio Huamachuco es una arteria vial de la comuna chilena de Santiago. Es una avenida sin bandejón central en toda su extensión que cuenta con 3 carriles. la cual se inicia al oriente como una prolongación de la avenida Irarrázaval en la intersección con la avenida Vicuña Mackenna, en el límite comunal con Ñuñoa; finalizando al poniente en la intersección con avenida Manuel Rodríguez y la Autopista Central, por donde también transita la línea 2 del Metro de Santiago.  

## Odónimo
Su odónimo se debe a la batalla de Huamachuco, conflicto bélico suscitado el 10 de julio de 1883 dentro de la Guerra del Pacífico, el cual es considerado como el último gran enfrentamiento en número de soldados de esta guerra y que obtuvo como resultado la victoria chilena. Huamachuco es una localidad del departamento peruano de La Libertad, en el norte del país.

## Historia
A partir de mediados del siglo XX, la avenida pasó a ser reconocida por sus tiendas destinadas a la industria automotriz, principalmente venta de repuestos, accesorios para vehículos y talleres mecánicos. En 1952 abrió el primer taller mecánico en esta calle, tras lo cual debido a la alta demanda y éxito comercial, le siguieron otros del mismo rubro.
En la actualidad todo el sector que circunda la avenida es una mezcla entre barrio comercial y residencial, con la construcción de edificios de departamentos destinados a residencias multifamiliares, con locales comerciales en su primera planta. Asimismo, la avenida demarca el límite entre los barrios Matta Sur y Matta Norte (renombrado como barrio Santa Isabel por la avenida homónima).

## Literatura
La novela Avenida 10 de Julio (2007), de la escritora chilena Nona Fernández, narra una historia ficticia ambientada en la década de 1980 en esa avenida, donde ella vivió.